# 시리츠에비스추가쿠
시리츠에비스추가쿠(私立恵比寿中学 시리츠 에비스 츄가쿠[*], 사립에비스중학, Shiritsu Ebisu Chūgaku)는 2009년 8월에 결성된 스타더스트 프로모션 예능 3부 주니어 부문(3B junior)으로부터의 선발 멤버에 의한 일본의 여성 아이돌 그룹이다. 약칭은 에비추(えびちゅう（エビ中）, Ebichu)이다. 모모이로 클로버 Z 등의 그룹과 함께 STAR PLANET(통칭 스타프라)를 구성한다.

## 개요

### 메이저 데뷔
- 2012년 5월 5일, 데프스타 레코드에서 1st 싱글「仮契約のシンデレラ」를 발매.[3] 발매 후, 5월 1일자 오리콘 싱글 CD 데일리 랭킹 7위를 획득했다.

## 구성원

### 현 구성원
| ＼ | 이름                       | 생년월일               | 출생지      | 비고        |
| -- | -------------------------- | ---------------------- | ----------- | ----------- |
| 3  | 마야마 리카 (真山りか)     | 1996년 12월 16일(28세) | 도쿄도      | 최연장자    |
| 5  | 야스모토 아야카 (安本彩花) | 1998년 6월 27일(27세)  | 도쿄 도     | 2대 MC 담당 |
| 12 | 나카야마 리코 (中山莉子)   | 2000년 10월 28일(24세) | 도쿄 도     |             |
| 13 | 사쿠라기 코코나 (桜木心菜) | 2005년 9월 14일(19세)  | 이바라키현  |             |
| 14 | 코쿠보 유노 (小久保柚乃)   | 2007년 3월 20일(18세)  | 아이치현    |             |
| 15 | 카자마 노노카 (風見和香)   | 2007년 8월 25일(17세)  | 도쿄 도     |             |
| 16 | 사쿠라이 에마 (桜井えま)   | 2007년 9월 5일(17세)   | 가나가와 현 | 최연소      |
| 17 | 나카무라 유나 (仲村悠菜)   | 2007년 5월 29일(18세)  | 후쿠오카현  |             |

### 전 구성원
| ＼ | 이름                         | 생년월일              | 출생지      | 비고                                                        |
| -- | ---------------------------- | --------------------- | ----------- | ----------------------------------------------------------- |
| 1  | 카논 (奏音)                  | 1997년 2월 7일(28세)  | 도쿄 도     |                                                             |
| 2  | 우노 나루미 (宇野愛海)       | 1998년 3월 19일(27세) | 도치기현    | 미즈키랑친하다/소속사:밀림/배우                             |
| 7  | 야노 히나키 (矢野妃菜喜)     | 1997년 3월 5일(28세)  | 효고현      | 소속사:소니 뮤직 아티스츠/가수&성우&여배우                  |
| 10 | 코이케 리오 (小池梨緒)       | 1998년 1월 18일(27세) | 도쿄 도     |                                                             |
| 2  | 미야자키 레이나 (宮﨑れいな) | 1997년 8월 24일(27세) | 사이타마 현 | 초대 리더                                                   |
| 1  | 미즈키 (瑞季)                | 1997년 2월 27일(28세) | 가나가와 현 | 초대 댄스부장/우노나루미랑친하다/소속사:프리랜서/뮤지컬배우 |
| 4  | 안노 나츠 (杏野なつ)         | 1997년 7월 12일(27세) | 지바 현     | 초대 MC 담당                                                |
| 8  | 스즈키 히로노 (鈴木裕乃)     | 1998년 3월 24일(27세) | 도쿄 도     |                                                             |
| 9  | ✝ 마츠노 리나 (松野莉奈)     | 1998년 7월 16일       | 도쿄 도     | 2017년 2월 8일(18세), 돌연사로 사망.                        |
| 6  | 히로타 아이카 (廣田あいか)   | 1999년 1월 31일(26세) | 사이타마 현 |                                                             |
| 10 | 카시와기 히나타 (柏木ひなた) | 1999년 3월 29일(26세) | 지바현      | 2대 댄스부장                                                |
| 7  | 호시나 미레이 (星名美怜)     | 1997년 11월 2일(27세) | 가나가와현  |                                                             |
| 11 | 코바야시 카호 (小林歌穂)     | 2000년 6월 12일(25세) | 사이타마현  |                                                             |

✝ : 사망

### 구성원 변천
- 2009년 8월 4일, 카논, 미즈키, 우노 나루미, 미야자키 레이나, 마야마 리카 5명으로 결성
- 2009년 10월, 안노 나츠, 야스모토 아야카의 전입(가입)으로 7명
- 2010년 2월 14일, 카논의 전학(탈퇴), 야노 히나키의 전입(가입)으로 7명
- 2010년 4월 10일, 히로타 아이카의 전입(가입)으로 8명
- 2010년 5월 22일, 호시나 미레이, 코이케 리오, 스즈키 히로노, 마츠노 리나의 전입(가입)으로 12명
- 2011년 1월 10일, 우노 나루미의 전학(탈퇴), 카시와기 히나타의 전입(가입)으로 12명
- 2011년 4월 17일, 야노 히나키의 전학(탈퇴)으로 11명
- 2011년 6월 7일, 코이케 리오의 전학(탈퇴)으로 10명
- 2011년 12월 26일, 미야자키 레이나의 전학(탈퇴)으로 9명
- 2014년 1월 4일, 코바야시 카호, 나카야마 리코의 전입(가입)으로 11명
- 2014년 4월 15일, 미즈키, 안노 나츠, 스즈키 히로노의 전학(탈퇴)으로 8명
- 2017년 2월 8일, 마츠노 리나의 돌연사로 7명[4]
- 2018년 1월 3일, 히로타 아이카의 전학(탈퇴)으로 6명[5]
- 2021년 5월 5일, 사쿠라기 코코나, 코쿠보 유노, 카자마 노노카의 전입(가입)으로 9명
- 2022년 10월 1일, 사쿠라이 에마, 나카무라 유나의 전입(가입)으로 11명
- 2022년 12월 16일, 카시와기 히나타의 전학(탈퇴)으로 10명
- 2024년 11월 25일, 호시나 미레이의 계약 종료로 9명
- 2025년 6월 28일, 코바야시 카호의 전학(탈퇴)으로 8명

### 타임라인
2025년 6월 29일 현재
- 표 안의 표기는 실생활에서 학교는 학년 (학생의 경우)

S : 소학교(초등학교), C : 중학교, K : 고등학교, D：대학교 (예 : C2=중학교 2학년) 

## 음반

### 싱글
인디즈
| 순서 | 타이틀                                                                                        | 의미                                 | 발매일          | 최고순위 |
| ---- | --------------------------------------------------------------------------------------------- | ------------------------------------ | --------------- | -------- |
| 1    | 朝のチャイムがなりました! 아사 노 차이무 가 나리마시타![*]                                    | 아침 종이 울렸습니다!                | 2010년 2월 14일 | -        |
| 2    | えびぞりダイアモンド!! 에비조리 다이아몬드!![*]                                               | 에비조리 다이아몬드!!                | 2010년 8월 7일  | -        |
| 3    | チャイム! 차이무![*]                                                                          | 학교 종!                             | 2011년 1월 10일 | -        |
| 4    | ザ・ティッシュ～とまらない青春～ 제 티슈 ~토마라나이 세이슌~[*]                               | 더 티슈 ~끝없는 청춘~                | 2011년 4월 27일 | 73       |
| 5    | オーマイゴースト? ～わたしが悪霊になっても～ 오 마이 고스토? ~와타시 가 아쿠료 니 낫테 모~[*] | 오 마이 고스트? ~내가 악령이 되어도~ | 2011년 7월 27일 | 59       |
| 6    | もっと走れっ!! 못토 하시레!![*]                                                               | 좀 더 달려라!                        | 2011년 10월 5일 | 46       |

메이저
| 순서 | 타이틀 | 의미                                               | 발매일           | 최고순위 |
| ---- | --- | -------------------------------------------------- | ---------------- | -------- |
| 1    | 仮契約のシンデレラ 카리케이야쿠 노 신데레라[*]                                                                     | 가계약 신데렐라                                    | 2012년 5월 5일   | 7        |
| 2    | Go! Go! Here We Go! ロック・リー / 大人はわかってくれない Go! Go! Here We Go! 록 리 / 오토나 와 와캇테 쿠레나이[*] | Go! Go! Here We Go! 록 리 / 어른들은 알아주지 않아 | 2012년 8월 29일  | 7        |
| 3    | 梅 우메[*] | 매화나무                                           | 2013년 1월 16일  | 3        |
| 4    | 手をつなごう/禁断のカルマ 테 오 쓰나고 / 킨단 노 카루마[*]                                                         | 손을 잡자 / 금단의 카르마                          | 2013년 6월 5일   | 5        |
| 5    | 未確認中学生X 미카쿠닌 추가쿠 X[*]                                                                                 | 미확인 중학생 X                                    | 2013년 11월 20일 | 4        |
| 6    | バタフライエフェクト 버터푸라이 이펙토[*]                                                                          | 버터플라이 이펙트                                  | 2014년 6월 4일   | 3        |
| 7    | ハイタテキ! 하이다데키![*]                                                                                         | 하이타테키!                                        | 2014년 11월 5일  | 3        |
| 8    | 夏だぜジョニー 나쓰다 센조니[*]                                                                                    | 여름이다 센조니                                    | 2015년 6월 17일  | 2        |
| 9    | スーパーヒーロー 수퍼히어로[*]                                                                                     | 슈퍼히어로                                         | 2015년 10월 21일 | 3        |
| 10   | まっすぐ 마아스구[*]                                                                                               | 곧장                                               | 2016년 9월 21일  | 7        |
| 11   | シンガロン・シンガソン 신가론 신가손[*]                                                                            | 싱거롱 싱거송                                      | 2017년 11월 8일  | 2        |
| 12   | でかどんでん 데가돈덴[*]                                                                                           | 테카톤텐                                           | 2018년 6월 6일   | 3        |
| 13   | トレンディガール 도렌디걸[*]                                                                                       | 트렌디걸                                           | 2019년 6월 5일   | 5        |
| 14   | kyo-do? | 쿄-도?                                             | 2023년 5월 3일   | 3        |
| -    | トーキョーズ・ウェイ! 도쿄즈웨이[*]                                                                                | 도쿄즈 웨이!                                       | 2024년 1월 31일  | 15       |
| 15   | SCHOOL DAYS | 스쿨 데이즈                                        | 2025년 3월 19일  | 5        |

### 디지털 싱글
1. 永遠に中学生(エビ中 真冬の北半キュリスマス2014 ver.) (2015년 4월 1일)
2. きっとインフィニティー! / インフィニティーズ (2016년 3월 6일)
3. 日記 (2018년 1월 11일)
4. BUZZER BEATER (2018년 12월 29일)
5. 曇天 (2019년 1월 30일)
6. EBICHU After 6 Session mixed by CMJK (live at AFTER 6 JANCTION) (2020년 1월 27일)
7. イヤフォン・ライオット (2021년 8월 11일)
8. なないろ - From THE FIRST TAKE (2021년 9월 24일)
9. ジャンプ - From THE FIRST TAKE (with 石崎ひゅーい) (2021년 10월 22일)
10. Anytime, Anywhere (2021년 11월 22일)
11. ハッピーエンドとそれから (2022년 3월 9일)
12. 青春ゾンビィィズ (2022년 5월 5일)
13. 新未来センセーション (2022년 6월 17일)
14. Bang Bang Beat (2022년 7월 20일)
15. ヘロー (2022년 8월 24일)
16. まだ×2売れたいエモーション! (2022년 10월 26일)
17. Summer Glitter (2023년 7월 24일)
18. BLUE DIZZINESS (2023년 12월 11일)
19. CRYSTAL DROP (2023년 12월 25일)
20. TWINKLE WINK (2024년 2월 19일)

### EP
1. FAMIEN'15 e.p. (2015년 8월 5일)
2. FAMIEN'16 e.p. (2016년 8월 10일)
3. FAMIEN'17 e.p. (2017년 8월 26일)
4. FAMIEN'18 e.p. (2018년 8월 18일)
5. FAMIEN'20 e.p. (2020년 8월 21일)
6. FAMIEN'23 e.p. (2023년 8월 6일)
7. FAMIEN'24 e.p. (2024년 8월 17일)

### 앨범
| 순서 | 타이틀         | 의미               | 발매일           | 최고순위 |
| ---- | -------------- | ------------------ | ---------------- | -------- |
| 1    | 中人           | 중인               | 2013년 7월 24일  | 7        |
| 2    | 金八           | 금팔               | 2015년 1월 28일  | 2        |
| 3    | 穴空           | 혈공               | 2016년 4월 20일  | 2        |
| 4    | エビクラシー   | 에비크래시         | 2017년 5월 31일  | 1        |
| 5    | MUSIC          | 뮤직               | 2019년 3월 13일  | 2        |
| 6    | playlist       | 플레이리스트       | 2019년 12월 11일 | 1        |
| 7    | 私立恵比寿中学 | 시리츠에비스추가쿠 | 2022년 3월 23일  | 4        |
| 8    | indigo hour    | 인디고 아워        | 2024년 2월 28일  | 3        |

### 베스트 앨범
| 순서 | 타이틀                                         | 의미                                        | 발매일           | 최고순위 |
| ---- | ---------------------------------------------- | ------------------------------------------- | ---------------- | -------- |
| 1    | エビ中の絶盤ベスト～おわらない青春～           | 에비중의 절판 베스트 ~끝나지 않은 청춘~     | 2012년 11월 21일 | 19       |
| 2    | 「中卒」〜エビ中のイケイケベスト〜             | 「중졸」 ~에비중의 가라가라 베스트~         | 2016년 11월 16일 | 11       |
| 3    | 「中辛」〜エビ中のワクワクベスト〜             | 「중신」 ~에비중의 두근두근 베스트~         | 2016년 11월 16일 | 12       |
| -    | 「中卒」「中辛」〜エビ中のコンプリートベスト〜 | 「중졸」「중신」 ~에비중의 컴플리트 베스트~ | 2016년 11월 16일 | -        |
| 4    | FAMIEN'21 L.P.                                 | 패미엔'21 L.P.                              | 2021년 8월 18일  | 5        |
| 5    | 中吉                                           | 중길                                        | 2022년 9월 21일  | 7        |

### 라이브 앨범
- エビ中 秋風と鈴虫と音楽のしらべ 題して「ちゅうおん」2017 (2017년 12월 23일)
- FAMIEN'18 IN YAMANAKAKO (2018년 10월 20일)
- エビ中 秋空と松虫と音楽のつどい 題して「ちゅうおん」2018 (2018년 11월 14일)
- バンドのみんなと大学芸会2019 エビ中のフルバッテリー・サラウンド (2020년 4월 18일)
- エビ中 秋麗と轡虫と音楽のこだま 題して「ちゅうおん」2020 (2020년 11월 25일)
- エビ中 秋麗と轡虫と音楽のこだま 題して「ちゅうおん」2021 (2021년 12월 22일)

### 디지털 앨범
- FAMIEN'18 IN YAMANAKAKO (2018년 10월 20일)

### DVD/Blu-ray
| 순서   | 타이틀 | 발매일           | 최고순위 |
| 인디즈 | 인디즈 | 인디즈           | 인디즈   |
| ------ | --- | ---------------- | -------- |
| 1      | 私立恵比寿中学1stワンマンLIVE                                                                                       | 2012년 2월 15일  | 37       |
| 메이저 | |                  |          |
| 1      | デフスターウォーズ EBISODE1 ~学芸会の逆襲~                                                                          | 2012년 6월 27일  | 88       |
| 2      | 私立恵比寿中学 ファーストコンサート「じゃあ・ベストテン」                                                           | 2012년 11월 21일 | 70       |
| 3      | 私立恵比寿中学年忘れ大学芸会「エビ中のジャングル大冒険」                                                            | 2013년 3월 13일  | 44       |
| 4      | 私立恵比寿中学「狂い咲きエビィーロード 〜終わりなき進級〜」                                                         | 2013년 7월 24일  | 56       |
| 5      | 私立恵比寿中学 スプリングデフスターとんでんツアー2013 ドキュメントムービー「EVERYTHING POINT」                      | 2013년 9월 27일  |          |
| 6      | 私立恵比寿中学「エビ中 夏のファミリー遠足 略してファミえん in 河口湖2013」                                          | 2013년 12월 4일  |          |
| 7      | 私立恵比寿中学 年忘れ大学芸会2013「エビ中のスター・コンダクター」                                                   | 2014년 3월 5일   |          |
| 8      | 私立恵比寿中学合同出発式〜今、君がここにいる〜                                                                      | 2014년 8월 27일  |          |
| 9      | 私立恵比寿中学 スプリングソニー・ミュージックレーベルズルーキーツアー2014 ドキュメントムービー「EVERYTHING POINT2」 | 2014년 9월 24일  |          |
| 10     | 私立恵比寿中学「エビ中 夏のファミリー遠足 略してファミえん in 山中湖 2014」                                         | 2014년 12월 17일 |          |
| 11     | 私立恵比寿中学 東西大学芸会2014「エビ中のおもちゃビッグガレージ」                                                   | 2015년 4월 8일   |          |
| -      | ベストヒットEBC | 2015년 6월 17일  |          |
| 12     | 私立恵比寿中学 「エビ中 夏のファミリー遠足 略してファミえん in 長岡」                                               | 2015년 12월 9일  |          |
| 13     | 私立恵比寿中学 飛び出せ全十ホールツアー2015 ドキュメントムービー「EVERYTHING POINT3」2015」                         | 2015년 12월 9일  |          |
| 14     | 私立恵比寿中学 年忘れ大学芸会2015「エビ中のオールアトラクスター」                                                   | 2016년 4월 20일  |          |
| 15     | エビ中島!!!～モラトリアムは永遠に・・・ディレクターズカット版                                                       | 2016년 5월 27일  |          |
| 16     | 私立恵比寿中学 「EVERYTHING POINT4」                                                                                | 2016년 12월 21일 |          |
| 17     | 私立恵比寿中学 「エビ中 夏のファミリー遠足 略してファミえん in 富士急 2016」                                        | 2016년 12월 21일 |          |
| 18     | 私立恵比寿中学 クリスマス大学芸会2016「エビ中のオーシャンズガイド」                                                 | 2017년 4월 19일  |          |
| 19     | 私立恵比寿中学 「EVERYTHING POINT5」                                                                                | 2017년 12월 6일  |          |
| 20     | エビ中 夏のファミリー遠足 略してファミえん in モリコロパーク 2017                                                   | 2018년 1월 3일   |          |
| 21     | 私立恵比寿中学 大学芸会2018 in 日本武道館                                                                           | 2018년 4월 18일  |          |
| 22     | ここから | 2018년 12월 19일 |          |
| 23     | ボクコネ ～ぼくはテクノカットよりコネチカット                                                                       | 2020년 6월 12일  |          |
| 24     | エビ中 夏のファミリー遠足 略してファミえん 令和元年 in 山中湖                                                       | 2020년 8월 5일   |          |
| 25     | バンドのみんなと大学芸会2019 エビ中のフルバッテリー・サラウンド                                                     | 2020년 12월 16일 |          |
| 26     | エビ中 夏のファミリー遠足 略してファミえん in 山中湖 2022                                                           | 2022년 12월 14일 |          |
| 27     | 柏木ひなた卒業式「smile for you」 & New style 大学芸会～run in our ebichu family～                                  | 2023년 3월 29일  |          |
| 28     | 新春大学芸会2024～高く飛ぶ竜と僕らのその先～                                                                        | 2024년 7월 3일   |          |
| 29     | 私立恵比寿中学 15th Anniversary 大学芸会2025～LOVE&BRAVE～                                                          | 2025년 9월 3일   |          |

## 영상

### 뮤직 비디오
| 싱글   | 뮤직 비디오                                                                                   | 공식 유튜브 링크     |
| 인디즈 | 인디즈                                                                                        | 인디즈               |
| ------ | --------------------------------------------------------------------------------------------- | -------------------- |
| 2      | えびぞりダイアモンド!! 에비조리 다이아몬드!![*]                                               | 보기 (니코니코 동화) |
| 4      | ザ・ティッシュ～とまらない青春～ 제 티슈 ~토마라나이 세이슌~[*]                               | 보기                 |
| 5      | オーマイゴースト? ～わたしが悪霊になっても～ 오 마이 고스토? ~와타시 가 아쿠료 니 낫테 모~[*] | 보기                 |
| 6      | もっと走れっ!! 못토 하시레!![*] (더 빨리 달려라!!)                                            | 보기                 |
| 메이저 |                                                                                               |                      |
| 1      | 仮契約のシンデレラ 카리케이야쿠 노 신데레라[*] (임시직 신데렐라)                              | 보기 (일본만 해당)   |
| 1      | 放課後ゲタ箱ロッケンロールMX 호카고 게타바코 록켄로루 MX[*]                                   | 보기 (일본만 해당)   |
| 2      | Go! Go! Here We Go! ロック・リー Go! Go! Here We Go! 록 리[*]                                 | 보기 (일본만 해당)   |
| 2      | 大人はわかってくれない 오토나 와 와캇테 쿠레나이[*] (어른들은 몰라요)                         | 보기 (일본만 해당)   |
| 3      | 梅 우메[*]                                                                                    | 보기 (일본만 해당)   |
| 3      | 頑張ってる途中 감밧떼루 토츄[*]                                                               | 보기 (일본만 해당)   |
| 4      | 手をつなごう 테 오 쓰나고[*]                                                                  | 보기 (일본만 해당)   |
| 4      | 禁断のカルマ 킨단 노 카루마[*]                                                                | 보기 (일본만 해당)   |
| 5      | 未確認中学生X 미카쿠닌 추가쿠 X[*]                                                            | 보기 (일본만 해당)   |
| 5      | U.B.U.                                                                                        | 보기 (일본만 해당)   |
| 6      | バタフライエフェクト 버터푸라이 이펙토[*]                                                     | 보기 (일본만 해당)   |
| 7      | ハイタテキ! 하이다데키![*]                                                                    | 보기 (일본만 해당)   |
| 8      | 夏だぜジョニー 나쓰다 센조니[*]                                                               | 보기 (일본만 해당)   |
| 9      | スーパーヒーロー 수퍼히어로[*]                                                                | 보기 (일본만 해당)   |
| 9      | ポンパラ ペコルナ パピヨッタ 뽄빠라 빼코루나 빠삐엣타[*]                                      | 보기 (일본만 해당)   |
| 10     | まっすぐ 마아스구[*]                                                                          | 보기 (일본만 해당)   |
| 11     | シンガロン・シンガソン 신가론 신가손[*]                                                       | 보기 (일본만 해당)   |
| 12     | でかどんでん 데가돈덴[*]                                                                      | 보기 (일본만 해당)   |
| 13     | トレンディガール 도렌디걸[*]                                                                  | 보기 (일본만 해당)   |

## 같이 보기
- 모모이로 클로버 Z
- TEAM SHACHI
- 밧텐쇼죠타이
- 초 도키메키 센덴부
- 아메후라시
- ukka
- 이키나리 토호쿠산
- LumiUnion
- 스타프라 연구생